# Staustufe Metz
Die Staustufe Metz der Mosel in Metz in der Region Grand Est, Frankreich wurde 1964 im Rahmen der Moselkanalisierung erbaut und liegt bei Mosel-km 296,85 zwischen den Moselstaustufen Ars-sur-Moselle und Talange.
Die Haltungslänge beträgt 9,85 km.
Das Stauziel liegt bei 165,28 m über dem Meer, die Fallhöhe beträgt 4,6 m.
Die Schiffsschleuse hat die Maße 176 mal 12 Meter, die Bootsschleuse misst 40,5 mal 6 Meter.